# Fältabacken
Fältabacken är en stadsdel i Helsingborg strax öster om Högaborg. Den 31 december 2020 hade statistikområdet Fältabacken 1 002 invånare. Det är Helsingborgs befolkningsmässigt minsta stadsdel.

## Stadsbild
Stadsdelen avgränsas i väster av parkerna i Viskängsstråket, i söder av Fältarpsvägen och i öster av Sockengatan. Stadsdelen gränsar till (moturs, från norr): Wilson Park, Högaborg, Närlunda,  Sofieberg och Husensjö. 
Bebyggelsen består mestadels av villor från 1900-talet första decennier. De få flerbostadshus som kan ses i stadsdelen ligger längs Ystadsgatan, i utkanten av flerbostadshusområdet längs Jönköpingsgatan. Villabebyggelsen är varierad, men dominerad av egnahemsvillor från tidigt 1900-tal, ofta i enkelt utförande, antingen i tegel eller med putsade fasader. Variationen är riklig, då de som uppförde sina villor vid denna tid även ritade husen själv. En del villor från senare decennier har successivt lagts till i området.

## Historik
Området som stadsdelen växte upp på tillhörde historisk sett Helsingborgs fäladsmark i nordväst och Köpinge bys fäladsmark i sydost. Fäladsmarken som tillhörde Köpinge by utgjordes av ett utmarksområde till Västra Ramlösa by, kallat Ryttarelyckan. Marken genomkorsades av en landsväg som svängde ner genom Jordbodalen för att så småningom nå Ramlösa hälsobrunn. Längs med landsvägen, vid den del som numera heter Söderköpingsgatan, växte under 1700-talet ett antal soldattorp upp. Dessa torp kom så småningom att benämnas "Fältabackshusen", eller endast "Backahusen". Söder om dessa torp låg gården Köpinge nr 10, vilken 1866 köptes upp av rådman O.C. Wåhlin i Helsingborg, som här uppföra landeriet Fältarp. Landeriet köptes senare av överhovjägmästaren Johan Joachim Siöcrona och övertogs senare av dennes son, Aron Siöcrona. Denne lät 1873 anlägga en väg från sitt andra landeri, Eneborg, längs den gamla landsvägen fram till landeriet, som numera utgör delar av Fältarpsvägen. År 1895 sålde Siöcrona landeriet till Helsingborgs Arbetarekommun, som lät uppföra Folkets park på dess ägor.
Indelningsverket avskaffades successivt från 1873 fram till 1901, vilket öppnade för möjligheten att stycka av tomter längs Söderköpingsgatan, vilket också skedde. På marker tillhörande gården Köpinge nr 6, som ägdes av Nils Petter Olsson, upprättade år 1898 kommissionslantmätare Thure Röing en styckningsplan bestående av 18 tomter. Tomtförsäljningen startade samma år och 1905 hade Olsson sålt alla tomter. Längre norrut hade lantbrukare Sven Bengtsson köpt upp delar av markerna tillhörande Köpinge nr 1, väster om nuvarande Kalmargatan och norr om Sofiebergsvägen. Han lät år 1904 anlägga två nya vägar, nu Västerviks- och Södertäljegatorna, och styckade upp tomter längs dessa. Senare styckades tomter tillhörande lantbrukaren Per Eskilssons arvingar upp mellan nuvarande Norrköping- och Uppsalagatorna. Försäljning påbörjades 1908. Tomterna i området kom att till största delen bebyggas av enkla småhus eller egnahemsvillor, som till största delen beboddes av arbetare som ville komma ifrån de trångbodda arbetarkvarteren i Helsingborgs södra stadsdelar.

## Befolkningsutveckling
| Befolkningsutvecklingen i Fältabacken 2000–2020 | Befolkningsutvecklingen i Fältabacken 2000–2020 | Befolkningsutvecklingen i Fältabacken 2000–2020 | Befolkningsutvecklingen i Fältabacken 2000–2020 | Befolkningsutvecklingen i Fältabacken 2000–2020 |
| ----------------------------------------------- | ----------------------------------------------- | ----------------------------------------------- | ----------------------------------------------- | ----------------------------------------------- |
|                                                 |                                                 |                                                 |                                                 |                                                 |
| År                                              |                                                 |                                                 | Folkmängd                                       |                                                 |
| 2000                                            | 2000                                            |                                                 | 952                                             |                                                 |
| 2001                                            | 2001                                            |                                                 | 922                                             |                                                 |
| 2002                                            | 2002                                            |                                                 | 922                                             |                                                 |
| 2003                                            | 2003                                            |                                                 | 933                                             |                                                 |
| 2004                                            | 2004                                            |                                                 | 953                                             |                                                 |
| 2005                                            | 2005                                            |                                                 | 930                                             |                                                 |
| 2006                                            | 2006                                            |                                                 | 960                                             |                                                 |
| 2007                                            | 2007                                            |                                                 | 962                                             |                                                 |
| 2008                                            | 2008                                            |                                                 | 967                                             |                                                 |
| 2009                                            | 2009                                            |                                                 | 986                                             |                                                 |
| 2010                                            | 2010                                            |                                                 | 988                                             |                                                 |
| 2011                                            | 2011                                            |                                                 | 984                                             |                                                 |
| 2012                                            | 2012                                            |                                                 | 988                                             |                                                 |
| 2013                                            | 2013                                            |                                                 | 991                                             |                                                 |
| 2014                                            | 2014                                            |                                                 | 1 010                                           |                                                 |
| 2015                                            | 2015                                            |                                                 | 1 009                                           |                                                 |
| 2016                                            | 2016                                            |                                                 | 1 015                                           |                                                 |
| 2017                                            | 2017                                            |                                                 | 1 015                                           |                                                 |
| 2018                                            | 2018                                            |                                                 | 1 000                                           |                                                 |
| 2019                                            | 2019                                            |                                                 | 981                                             |                                                 |
| 2020                                            | 2020                                            |                                                 | 1 002                                           |                                                 |

## Demografi

### Befolkningssammansättning
Statistikområdet Fältabacken hade 1 002 invånare den 31 december 2020, vilket utgjorde 0,9 % av befolkningen i hela Helsingborgs tätort (här alla statistikområden i Helsingborgs kommuns innerområde, motsvarande Helsingborgs tätort inklusive vissa närliggande småorter). Medelåldern var vid samma tid 38,2 år, vilket var något lägre än medelåldern för resterande Helsingborg. Åldersfördelningen återspeglar stadsdelens ställning som villaförort med stor andel barnfamiljer, med en större andel barn mellan 0 och 19 år, samt personer i åldern 40 till 59 år. Den största åldersgruppen inom statistikområdet var 40 till 49 år med 17,5 % av befolkningen, och Fältabacken var också den stadsdel med högst andel av denna åldersgrupp i staden. Efter Wilson Park var den också den stadsdel med högst andel i åldern 50 till 59 år. Personer i åldern 20 till 29 år var dock kraftigt underrepresenterade.
Andelen personer med utländsk bakgrund, alltså personer som antingen är födda utanför Sverige eller har föräldrar som båda är födda utanför Sverige, var inom statistikområdet 16,4 %, vilket var avsevärt lägre än andelen för övriga Helsingborg med 30,3 %. Av de invånare som är födda utanför Sverige hade Fältabacken en högre andel personer födda i Norden och övriga Europa än genomsnittet för staden och en lägre andel födda utanför Europa. Det var den stadsdel med högst andel födda i övriga Europa och efter Råå den stadsdel med näst minst andel födda utanför Europa.
| Åldersfördelning (2020) |        |  |  |  |
| Åldersgrupp             | Andel  |  |  |  |
| 0–9                     | 13,2 % |  |  |  |
| 0–9                     | 11,5 % |  |  |  |
| 10–19                   | 15,8 % |  |  |  |
| 10–19                   | 10,7 % |  |  |  |
| 20–29                   | 7,7 %  |  |  |  |
| 20–29                   | 14,7 % |  |  |  |
| 30–39                   | 9,7 %  |  |  |  |
| 30–39                   | 14,1 % |  |  |  |
| 40–49                   | 17,5 % |  |  |  |
| 40–49                   | 12,1 % |  |  |  |
| 50–59                   | 17,2 % |  |  |  |
| 50–59                   | 12,5 % |  |  |  |
| 60–69                   | 9,7 %  |  |  |  |
| 60–69                   | 10,3 % |  |  |  |
| 70–79                   | 5,5 %  |  |  |  |
| 70–79                   | 8,8 %  |  |  |  |
| 80–                     | 1,5 %  |  |  |  |
| 80–                     | 5,1 %  |  |  |  |
|                         |        |  |  |  |
|                         |        |  |  |  |
| Medelålder              | 38,2   |  |  |  |
| Medelålder              | 40,7   |  |  |  |

| Utländsk bakgrund (2020)                |        |  |  |  |
|                                         |        |  |  |  |
| Andel                                   | 16,4 % |  |  |  |
| Andel                                   | 30,3 % |  |  |  |
| Födelseland (för födda utanför Sverige) |        |  |  |  |
| Region                                  | Andel  |  |  |  |
| Övriga Norden                           | 15,2 % |  |  |  |
| Övriga Norden                           | 7,3 %  |  |  |  |
| Övriga Europa                           | 52,4 % |  |  |  |
| Övriga Europa                           | 37,8 % |  |  |  |
| Övriga Världen                          | 32,3 % |  |  |  |
| Övriga Världen                          | 54,8 % |  |  |  |

### Utbildning och inkomst
Befolkningen på Fältabacken hade den 31 december 2020 en högre utbildningsnivå än Helsingborg som helhet. Andelen invånare mellan 20 och 64 år med endast förgymnasial utbildning låg betydligt under genomsnittet för staden och andelen med eftergymnasial utbildning var högre än genomsnittet. Andelen med endast förgymnasial utbildning var med 5,8 % den fjärde lägsta i staden. Störst var andelen med eftergymnasial utbildning på 3 år eller högre, med 37,2 %. Detta var den tredje högsta i staden efter Tågaborg Norra och Råå. Medelinkomsten för statistikområdet uppgick 2020 till 476 500 kronor jämfört med 402 800 kronor för Helsingborg som helhet. Kvinnornas medelinkomst uppgick till 79,1 % av männens, vilket var en aning högre löneskillnad mellan könen än för hela Helsingborgs tätort där andelen uppgick till ungefär 80 %.
| Utbildningsnivå (2020) |        |  |  |  |
| Utbildning             | Andel  |  |  |  |
| Förgymnasial           | 5,8 %  |  |  |  |
| Förgymnasial           | 13,2 % |  |  |  |
| Gymnasial (≤2 år)      | 13,4 % |  |  |  |
| Gymnasial (≤2 år)      | 16,8 % |  |  |  |
| Gymnasial (3 år)       | 24,1 % |  |  |  |
| Gymnasial (3 år)       | 25,8 % |  |  |  |
| Eftergymn. (<3 år)     | 18,8 % |  |  |  |
| Eftergymn. (<3 år)     | 16,8 % |  |  |  |
| Eftergymn. (≥3 år)     | 37,2 % |  |  |  |
| Eftergymn. (≥3 år)     | 24,4 % |  |  |  |
| Ingen uppgift          | 0,7 %  |  |  |  |
| Ingen uppgift          | 3,0 %  |  |  |  |

| Förvärvsinkomst (2020) |         |  |  |  |
| Kön                    | Inkomst |  |  |  |
| Kvinnor                | 420,7   |  |  |  |
| Kvinnor                | 356,9   |  |  |  |
| Män                    | 532,0   |  |  |  |
| Män                    | 446,6   |  |  |  |
| Samtliga               | 476,5   |  |  |  |
| Samtliga               | 402,8   |  |  |  |

### Sysselsättning och hälsa
Arbetslösheten för personer mellan 20 och 64 år uppgick år 2020 till totalt 5,8 %, vilket var lägre än genomsnittet för Helsingborg. Arbetslösheten för kvinnor var mindre än den för män. Den öppna arbetslösheten uppgick till 3,7 %. Andelen förvärvsarbetande uppgick till totalt 84,3 %. Av de förvärvsarbetande i stadsdelen pendlade 475 personer till arbeten utanför stadsdelen, medan 41 personer pendlade in till arbeten inom stadsdelen från boende utanför Fältabacken.
Det genomsnittliga antalet utbetalda dagar med sjukpenning, arbetsskadesjukpenning, rehabiliteringspenning, sjukersättning och aktivitetsersättning från socialförsäkringen för stadsdelen uppgick år 2020 till 15 dagar, vilket var betydligt lägre än de 23 dagar som gällde för Helsingborg som helhet. Ohälsotalet var större för kvinnorna än för männen, men för båda könen låg det avsevärt under genomsnittet för staden som helhet och Fältabacken var tillsammans med Eskilsminne den stadsdel med lägst ohälsotal för kvinnor.
| Arbetslöshet (2020) |        |  |  |  |
| Kön                 | Andel  |  |  |  |
| Kvinnor             | 5,4 %  |  |  |  |
| Kvinnor             | 9,8 %  |  |  |  |
| Män                 | 6,3 %  |  |  |  |
| Män                 | 10,2 % |  |  |  |
| Samtliga            | 5,8 %  |  |  |  |
| Samtliga            | 11,1 % |  |  |  |

| Ohälsotal (2020) |       |  |  |  |
| Kön              | Dagar |  |  |  |
| Kvinnor          | 17    |  |  |  |
| Kvinnor          | 27    |  |  |  |
| Män              | 13    |  |  |  |
| Män              | 19    |  |  |  |
| Samtliga         | 15    |  |  |  |
| Samtliga         | 23    |  |  |  |